# Biskupiec (Nowe Miasto Lubawskie)
Biskupiec (Bischofsburg fino al 1945) è un comune rurale polacco del distretto di Nowe Miasto Lubawskie, nel voivodato della Varmia-Masuria.
Ricopre una superficie di 241,25 km² e nel 2004 contava 9 659 abitanti.